# مغالطة إعصار الخردة

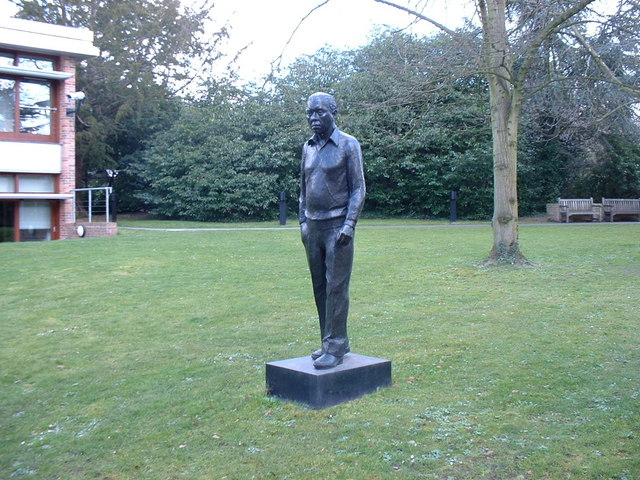

إن إعصار الخردة، المعروف أيضًا باسم Hoyle's Fallacy ، هو حجة تستخدم لسخرية احتمالية حدوث نشوء الأضرار على أنها قابلة للمقارنة مع «احتمال أن يجتاح الإعصار في ساحة الخردة طائرة بوينج 747». تم استخدامه في الأصل من قبل فريد هويل، حيث قام بتطبيق التحليل الإحصائي على أصل الحياة، ولكن الملاحظات المماثلة سبقت هويل وتم العثور عليها طوال الوقت إلى زمن داروين، وفي الواقع إلى سيسيرو في الأوقات الكلاسيكية. بينما كان هويل نفسه ملحدًا، أصبحت الحجة منذ ذلك الحين الدعامة الأساسية لانتقادات التصميم الخلقية والذكية للتطور.
تم رفض هذه الحجة من قبل الغالبية العظمى من علماء الأحياء. من وجهة النظر التطورية الحديثة، في حين أن احتمالات البناء المفاجئ لأشكال الحياة الأعلى هي في الواقع بعيدة للغاية، يستمر التطور في العديد من المراحل الأصغر، كل منها مدفوعًا بالانتقاء الطبيعي بدلاً من الصدفة، على مدى فترة طويلة من الزمن. الانتقال ككل مقبول، حيث أن كل خطوة تحسن قابلية البقاء؛ لم يتم تصميم طائرة بوينج 747 في انفجار واحد غير متوقع للإبداع، ولم يتم إنشاء أشكال الحياة الحديثة في حدث واحد غير محتمل، كما يفترض إعصار الخردة.

## بيان هويل
وفقا لتحليل فريد هويل، كان احتمال الحياة الخلوية الناشئة عن المواد غير الحية (التولد) حوالي واحد في 10 40,000 . وعلق:
إن فرصة ظهور أشكال حياة أعلى بهذه الطريقة يمكن مقارنتها بفرصة أن الإعصار الذي يجتاح ساحة النفايات قد يجمع طائرة بوينج 747 من المواد الموجودة فيها.
ويكرر هذا موقفه، الذي ورد في مكان آخر:
الحياة كما نعرفها، من بين أمور أخرى، تعتمد على ما لا يقل عن 2000 إنزيم مختلف.  كيف استطاعت القوى العمياء في البحر البدائي أن تجمع العناصر الكيميائية الصحيحة لبناء الإنزيمات؟
استخدم هويل هذا ليجادل لصالح التسمم، بأن أصل الحياة على الأرض كان من الحياة الموجودة مسبقًا في الفضاء. 

## تفاصيل
يُستمد إعصار الخردة من الحجج الأكثر شعبية في عشرينيات القرن الماضي، قبل التوليف التطوري الحديث، الذي يرفضه علماء الأحياء التطوريون. تتمثل الخطوة الأولية في إثبات أن مساحة الطور التي تحتوي على بعض الكيانات البيولوجية (مثل البشر أو الخلايا العاملة أو العين) هائلة، وهو أمر غير مثير للجدل. وتتمثل الحجة بعد ذلك في الاستدلال من الحجم الهائل لمساحة الطور التي تشير إلى أن احتمال ظهور الكيان عن طريق الصدفة منخفض للغاية، متجاهلاً العملية الأساسية المعنية، الانتقاء الطبيعي.
في بعض الأحيان، تستدعي الحجج التي تثير تشبيه الإعصار بالخردة أيضًا قانون بوريل، الذي يدعي أن الأحداث غير المحتملة للغاية لا تحدث. الحجة المعتادة ضد «قانون» بوريل هو أنه إذا كانت جميع النتائج المحتملة للعملية الطبيعية غير محتملة إلى حد كبير عند اتخاذها بشكل فردي، فإن النتيجة غير المحتملة للغاية مؤكدة. القانون الحقيقي الذي يتم الرجوع إليه هو في الواقع القانون القوي لأعداد كبيرة، لكن الخلقيين أخذوا بيانًا بسيطًا أدلى به بوريل في كتب كتبها في وقت متأخر من حياته تتعلق بنظرية الاحتمالية ودعا هذا البيان قانون بوريل.  
إن «قانون بوريل» هذا هو في الواقع الاحتمال العالمي، والذي عند تطبيقه على التطور يكون غير صحيح من الناحية البديهية. يفترض الحد الاحتمالي العالمي أن الحدث الذي يحاول المرء قياسه عشوائي تمامًا، ويستخدم البعض هذه الحجة لإثبات أن التطور لا يمكن أن يحدث، لأن احتماله سيكون أقل بكثير من احتمال الاحتمال العالمي. هذا، مع ذلك، هو مغالطة، بالنظر إلى أن التطور ليس تأثيرًا عشوائيًا تمامًا (الانجراف الوراثي)، بل يتقدم بمساعدة الانتقاء الطبيعي.
يتم تطبيق إعصار الخردة أيضًا على الكيمياء الحيوية الخلوية. هذا يمكن مقارنته بنظرية القرد اللامتناهي القديمة ولكن بدلاً من أعمال ويليام شكسبير، فإن الادعاء هو أن احتمال أن يتمكن جزيء البروتين من تحقيق تسلسل وظيفي للأحماض الأمينية منخفض للغاية بحيث لا يمكن تحقيقه عن طريق الصدفة وحدها. تدمج الحجة الفرق بين التعقيد الذي ينشأ عن الكائنات الحية القادرة على إعادة إنتاج نفسها (وعلى هذا النحو قد تتطور في ظل الانتقاء الطبيعي لتصبح أكثر تكيفًا وربما أكثر تعقيدًا بمرور الوقت) مع تعقيد الأشياء الجامدة، غير قادرة على الانتقال أي تغيرات في التكاثر (مثل تعدد الأجزاء المصنعة في بوينج 747). تنهار المقارنة بسبب هذا التمييز المهم.
وفقًا لإيان موسغريف في الأكاذيب والأكاذيب اللعينة والإحصائيات واحتمالية حسابات التولد التلقائي :
ارتكب هؤلاء الأشخاص، بما في ذلك فريد، خطأ أو أكثر من الأخطاء التالية. 
1. يحسبون احتمالية تكوين بروتين معتدل، أو حتى بكتيريا كاملة مع جميع البروتينات «الحديثة»، بواسطة أحداث عشوائية.  هذه ليست نظرية التولد التلقائي على الإطلاق. 
2. يفترضون أن هناك عددًا ثابتًا من البروتينات، مع تسلسل ثابت لكل بروتين، مطلوب للحياة.
3. يحسبون احتمالية حدوث تريا متسلسلة، بدلاً من التجارب المتزامنة.
 4. يسيئون فهم المقصود بالحساب الاحتمالي. 
5. إنها تقلل من عدد الإنزيمات / الريبوزيمات الوظيفية الموجودة في مجموعة من التسلسلات العشوائية.

## استقبال
رفض علماء الأحياء التطوريون حجة الإعصار العشوائي،  لأنه، كما أشار الراحل جون ماينارد سميث، «لا يتخيل أحد علماء الأحياء ظهور هياكل معقدة تنشأ في خطوة واحدة.»  يشرح علم الأحياء التطوري كيف تطورت الهياكل الخلوية المعقدة من خلال تحليل الخطوات الوسيطة المطلوبة للحياة قبل الخلوية. إنها هذه الخطوات الوسيطة التي تم تجاهلها في الحجج الخلقية، والتي هي سبب المبالغة في تقديرها لاحتمال عدم إمكانية العملية برمتها.
حجة هويل هو الدعامة الأساسية ل الخلق، التصميم الذكي، استقامة التطور وغيرها من الانتقادات من التطور. وقد وصفها ريتشارد دوكينز بأنها مغالطة في كتابيه The Blind Watchmaker و Climbing Mount Improbable . يجادل دوكينز بأن وجود الله، الذي بموجب الاستخدامات الإيمانية لحجة هويل، هو المسؤول الضمني عن أصل الحياة، يتحدى الاحتمال أكثر بكثير مما يفعله الأصل العفوي للحياة حتى مع افتراضات هويل، مع تفصيل دوكينز في حجته المضادة في الإله الوهم ، واصفا الله بأنه مناورة بوينج 747 النهائية.

## روابط خارجية
- «سوء فهم لا ينسى» قصة بوينج فريد هويل في أدب التطور / الخلق بقلم غيرت كورثوف
- موسوعة التطور المجلد. 1 الفصل 10 الملحق الجزء 2 يحتوي على عدد من الاقتباسات Hoyle على التطور.